# Kaplaneikirche Heiligkreuz

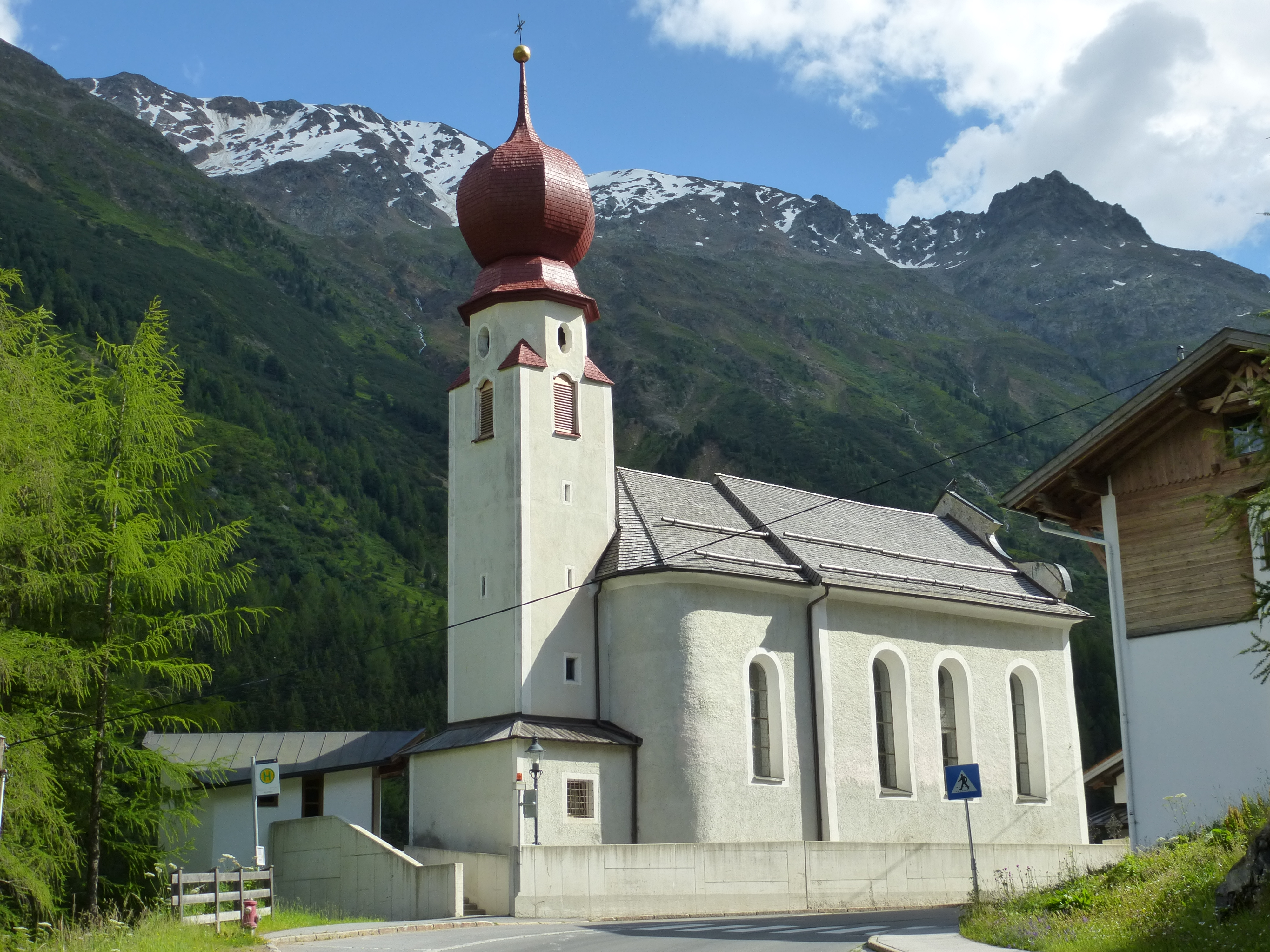
Kaplaneikirche Heiligkreuz (2013)

Die römisch-katholische Kaplaneikirche Heiligkreuz steht in Heiligkreuz in der Gemeinde Sölden in Tirol. Die Kaplaneikirche Kreuzauffindung gehört zum Dekanat Silz in der Diözese Innsbruck. Die Kirche steht unter Denkmalschutz (Listeneintrag).

## Geschichte
Die zwischen Zwieselstein und Vent im Venter Tal hoch über der Schlucht der Venter Ache stehende Kaplaneikirche wurde 1804 erbaut und 1976 restauriert.

## Architektur
Kirchenäußeres
Die Kirche ist von einem Friedhof umgeben. Das Turmerdgeschoß ist die Sakristei, der Turm selbst steht am Chorhaupt und hat flachbogige Schallfenster und einen achtseitigen Übergang zum Zwiebelhelm. Die Giebelfassade hat eine Volutengiebel über einem durchlaufenden Hauptgesims.
Kircheninneres

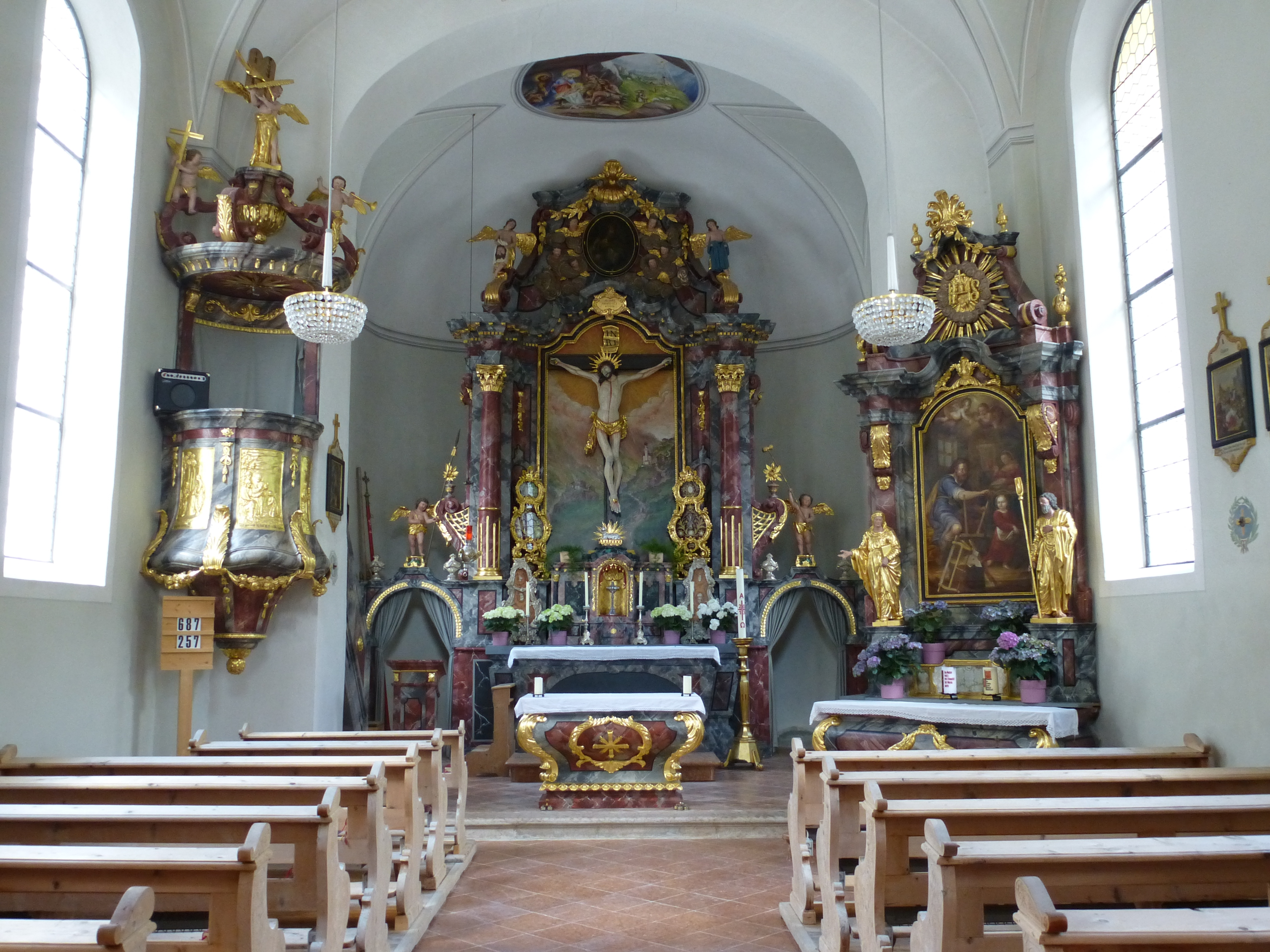
Innenraum, Blick zum Chor

An das dreijochige Langhaus schließt ein leicht eingezogener korbbogig schließender Chor an. Langhaus und Chor sind mit Flachtonnen mit Stichkappen gewölbt. Der Triumphbogen ist flachbogig. Die Gewölbemalerei malte Ludwig Sturm 1936.

## Ausstattung
Die Einrichtung stammt aus dem ersten Viertel des 19. Jahrhunderts. Am Hochaltar befindet sich ein Kruzifix von 1710. Das Antependium-Relief Leichnam Christi ist aus dem ersten Viertel des 19. Jahrhunderts. Der rechte Seitenaltar mit dem Bild der Heiligen Familie zeigt Josef in der Werkstatt mit Maria und Jesus, gemalt von Leopold Puellacher (1820) und trägt die Figuren Joachim und Anna und zeigt im Antependium-Relief die Flucht nach Ägypten. Die Kanzel aus dem ersten Viertel des 19. Jahrhunderts zeigt Reliefs Christus und die Samariterin, die Apostelberufung und Christus und die Apostel.